# Schneckenbohrer
Ein Schneckenbohrer ist ein einfacher Handbohrer zum Vorbohren von Löchern für Schrauben oder zum Durchbohren, dass auch als Nagelbohrer, Knotenbohrer, Knotenringbohrer oder Frittbohrer bezeichnet wird.
Traditionell gefertigte (geschmiedete) Bühnenbohrer bzw. Theater-Bohrer sehen Knotenringbohrern sehr ähnlich. Es handelt sich dabei um Holzschrauben mit Griff bzw. Ring-/ Augschrauben mit Holzgewinde, die als Anschlagmittel etwa von Bühnenbildnern und im Kulissenbau verwendet werden. Sie besitzen ein spitz zulaufendes Gewinde, dass sich jedoch nicht schneckenförmig aufweitet, wie beim Knotenbohrer.
Der Schneckenbohrer ist ein primitives Bohrwerkzeug. Er ist meist als Handwerkzeug gefertigt und sein Vorteil liegt in der unkomplizierten Verwendbarkeit vor allem dort, wo der Einsatz einer elektrischen oder einer Handbohrmaschine nicht möglich ist.
Da beim Anbohren ein konisches Bohrloch entsteht, sind große Schneckenbohrer besonders gut zum Vorbohren beim Setzen von Figurenschrauben geeignet.

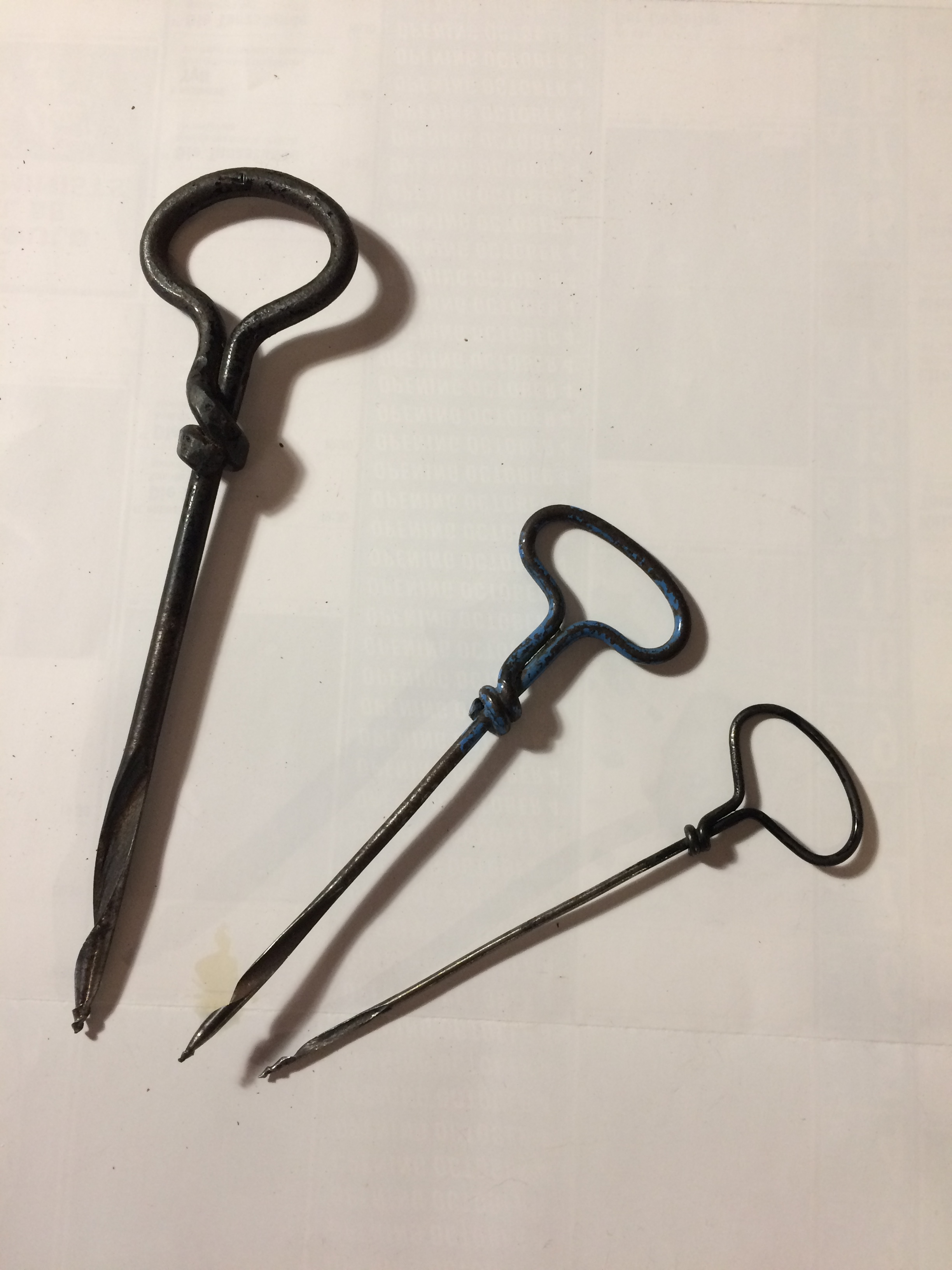
Schneckenbohrer
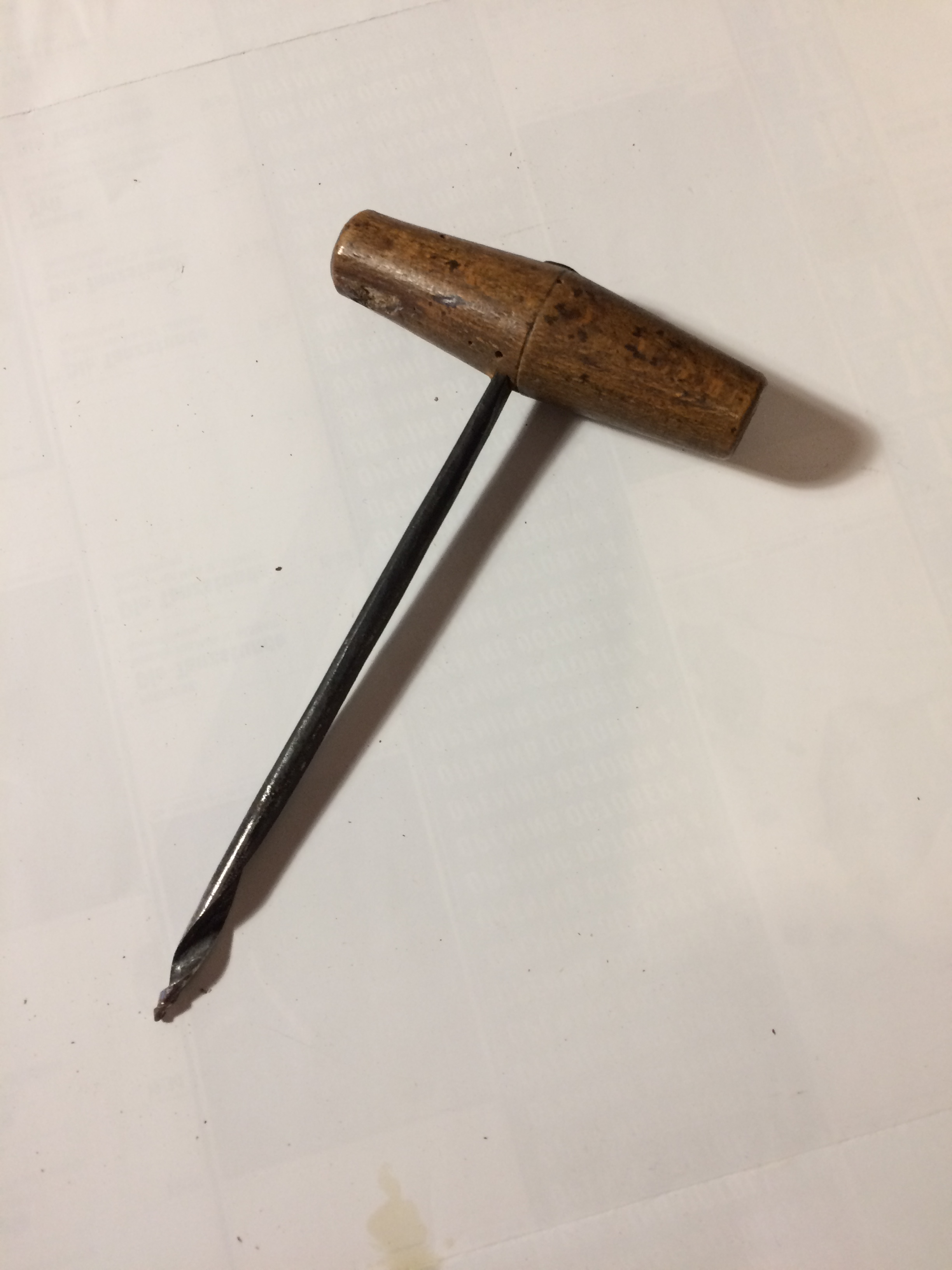
Schneckenbohrer mit Holzgriff Variante
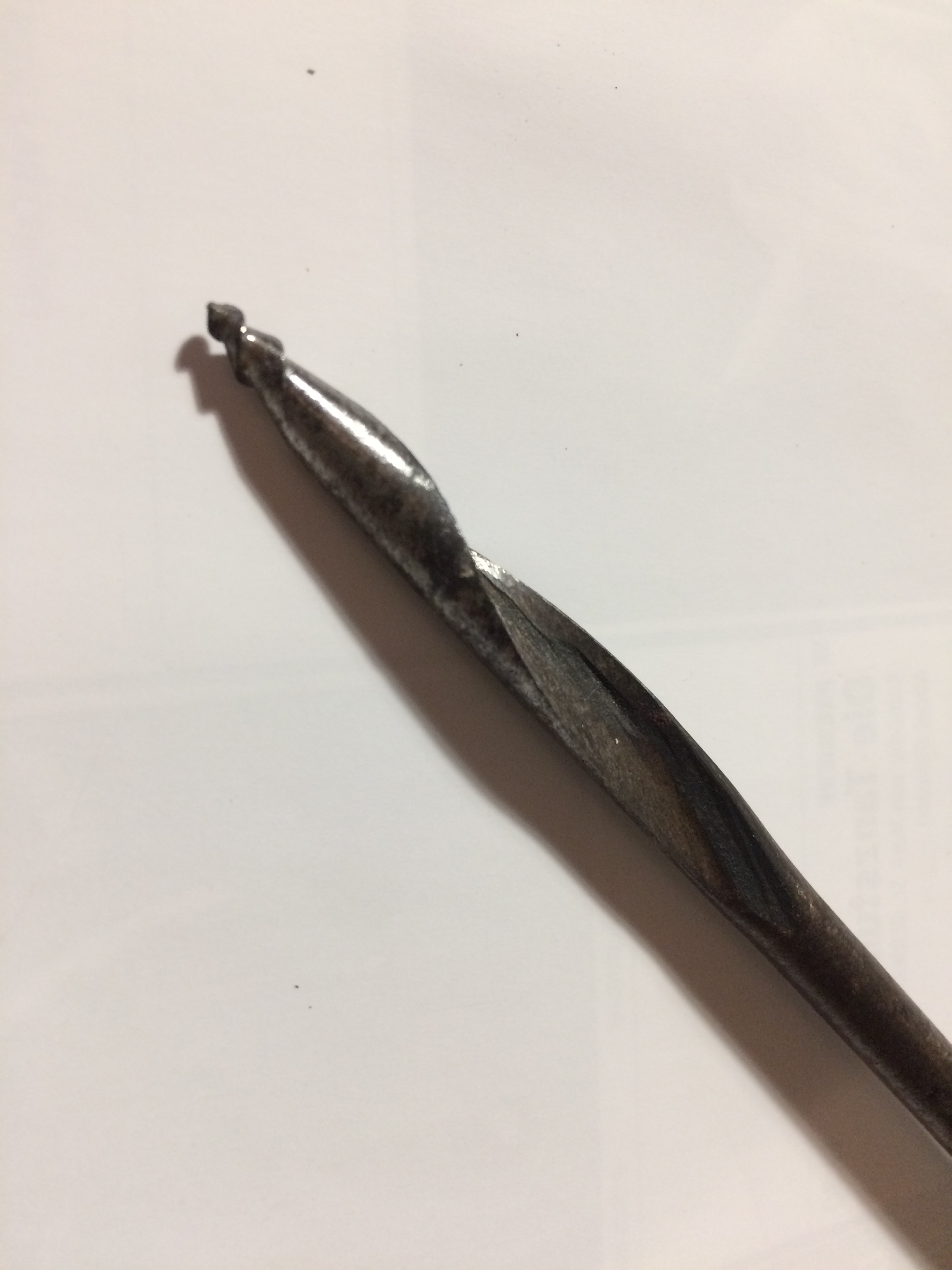
Schraub-Schnecke

## Einzelnachweis
1. ↑  Gert Lindner, Irmgard Kanold, Maria Lüdecke, Ursula Suhr, Else Tümmel, Friedrich Engelmann, Ulrich Viering: Freude am Werken. Mosaik, München 1976, ISBN 3-570-01296-4, S. 54 f.